# Зедорф (Зегеберг)
Зедорф (нем. Seedorf) — община в Германии, в земле Шлезвиг-Гольштейн.
Входит в состав района Зегеберг. Подчиняется управлению Трафе-Ланд. Население составляет 2224 человека (на 31 декабря 2010 года). Занимает площадь 48,92 км².